# 罗迈讷河
罗迈讷河（法語：Romaine，法語發音：[ʁɔmɛn] ⓘ）是法国勃艮第-弗朗什-孔泰大区上索恩省的河流，是索恩河的左支流，长25.5千米，发源自丰德勒芒，于韦莱克松-克特雷和沃代流入索恩河。